# جولیان شورمن
جولیان شورمن (انگلیسی: Julian Schwermann؛ زادهٔ ۸ ژوئیهٔ ۱۹۹۹) بازیکن فوتبال است.
وی همچنین در تیم‌های ملی فوتبال جوانان آلمان، Germany national under-16 football team، جوانان آلمان، و جوانان آلمان بازی کرده‌است.